# Bischholtz
Bischholtz – miejscowość i gmina we Francji, w regionie Grand Est, w departamencie Dolny Ren.
Według danych na rok 1990 gminę zamieszkiwały 244 osoby, 102 os./km².